# Поляціте
Поля́ціте (болг. Поляците) — село у Варненській області Болгарії. Входить до складу общини Дилгопол.

## Населення
За даними перепису населення 2011 року у селі проживали 856 осіб.
Національний склад населення села:
| Національність   | Кількість осіб | Відсоток |
| ---------------- | -------------- | -------- |
| турки            | 838            | 97,9%    |
| болгари          | 17             | 2,0%     |
| цигани           | 0              | 0%       |
| Всього відповіли | 856            |          |

Розподіл населення за віком у 2011 році:
Динаміка населення: